# Colonia Guadalupe Victoria, Zacatepec
Colonia Guadalupe Victoria är en ort i Mexiko.   Den ligger i kommunen Zacatepec och delstaten Morelos, i den sydöstra delen av landet, 90 km söder om huvudstaden Mexico City. Colonia Guadalupe Victoria ligger 928 meter över havet och antalet invånare är 140.
Terrängen runt Colonia Guadalupe Victoria är platt västerut, men österut är den kuperad. Runt Colonia Guadalupe Victoria är det tätbefolkat, med 319 invånare per kvadratkilometer. Närmaste större samhälle är Zacatepec, 2,6 km öster om Colonia Guadalupe Victoria. I omgivningarna runt Colonia Guadalupe Victoria växer huvudsakligen savannskog.